# Machaerota philippinensis
Machaerota philippinensis är en insektsart som beskrevs av Baker 1919. Machaerota philippinensis ingår i släktet Machaerota och familjen Machaerotidae. Inga underarter finns listade i Catalogue of Life.